# Albani-Friedhof

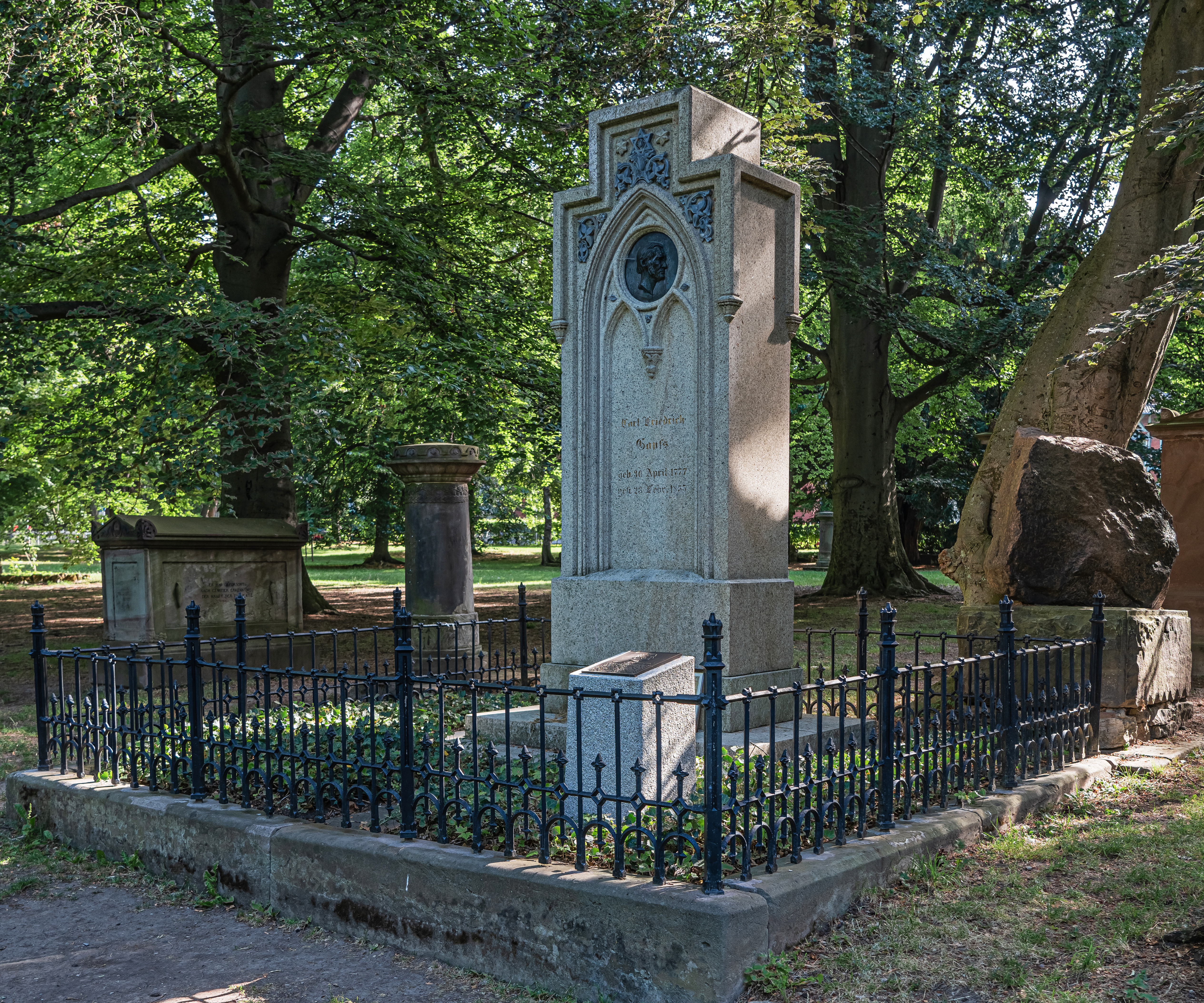
Grabstätte von Carl Friedrich Gauß

Der Albani-Friedhof in Göttingen ist ein historischer Friedhof, auf dem sich die Begräbnisstätten bedeutender Persönlichkeiten aus Kultur und Wissenschaft befinden. Hier fand auch der große Mathematiker, Astronom, Geodät und Physiker Carl Friedrich Gauß seine letzte Ruhe.

## Lage und Nutzung

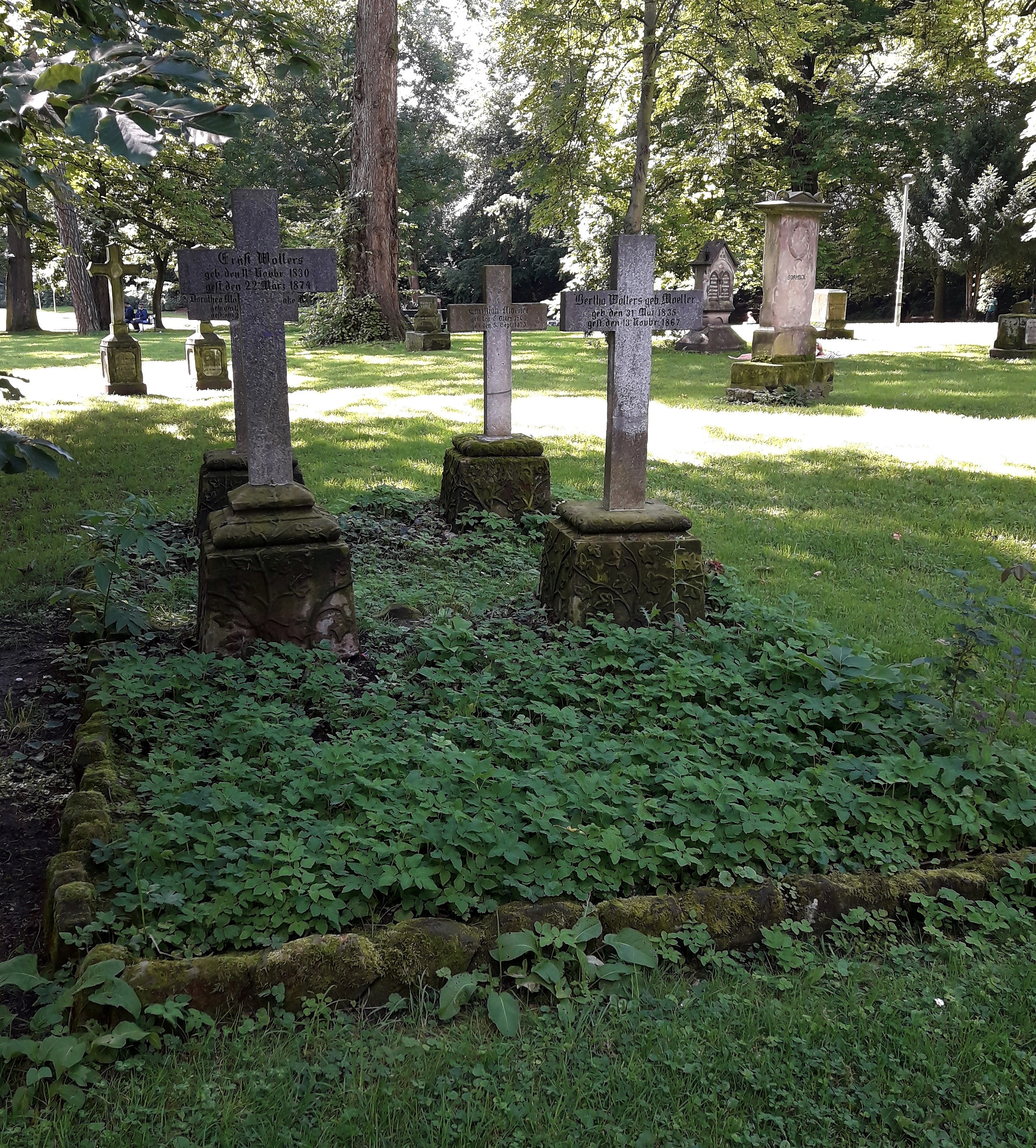
Albani-Friedhof

Der Friedhof liegt am südöstlichen Rand der Göttinger Altstadt direkt außerhalb des ehemaligen Stadtwalls und grenzt nördlich an den Cheltenhampark. Der Zugang erfolgt über den Teichweg oder den Schildweg. Das Areal hat eine Fläche von etwa 12.600 m² und verfügt über einen großen Bestand an alten Bäumen. Im Nordwesten befindet sich der Schwänchenteich, der letzte Rest der ehemaligen zum Stadtwall gehörenden Grabenanlage.
Der Friedhof ist nicht mehr in Friedhofsnutzung. Stattdessen ist er als Parkanlage ein viel genutzter Treffpunkt von Menschen aller Altersklassen. An warmen Sommerabenden feiern und grillen Menschen zwischen den Gräbern.

## Geschichte
Der Albani-Friedhof wurde 1783 eingeweiht und diente der Albani- und Nikolaigemeinde sowie dem St. Crucius Hospital bis zum Jahr 1881 als Begräbnisstätte, die letzte Beerdigung fand 1902 statt. Während des Zweiten Weltkriegs wurde das gesamte Areal stark beschädigt und viele Gräber sowie die Umgebungsmauer wurden zerstört, sodass heute nur noch dreißig Grabmäler erhalten sind, wovon das älteste aus dem Jahr 1816 datiert.
Hauptsehenswürdigkeit des Albani-Friedhofs ist das eingefriedete Granitgrabmal für den weltberühmten Mathematiker Carl Friedrich Gauß († 1855) im neugotischen Stil. Es wurde erst im Januar 1859 aufgestellt und entstand nach einem Entwurf von 1856 des hannoverschen Architekten Heinrich Köhler durch den hannoverschen Bildhauer Carl Dopmeyer; das Bronzemedaillon schuf der Bildhauer Heinrich Hesemann.

## Persönlichkeiten
Folgende bekannte Persönlichkeiten fanden auf dem Albani-Friedhof ihre letzte Ruhestätte:
- Johann Friedrich Blumenbach, Zoologe und Anthropologe
- Carl Friedrich Gauß, Mathematiker, Astronom, Physiker
- Johann Friedrich Gmelin, Mediziner und Naturwissenschaftler
- Wilhelm Havemann (Grab verschollen), Landeshistoriker
- Johann Friedrich Herbart, Philosoph, Psychologe, Pädagoge
- Otto Jahn, Philologe, Archäologe, Musikwissenschaftler
- Friedrich Krafft, Göttinger Architekt und Bauunternehmer
- Rudolf Hermann Lotze, Philosoph
- Friedrich Benjamin Osiander, Mediziner und Geburtshelfer
- Christian Friedrich Andreas Rohns, Göttinger Architekt und Bauunternehmer
- Bertha Anna Stieren (Grabmal mit Marmorengel von Ernst von Bandel)
- Johann Eduard Wappäus, Geograph und Statistiker